# Anna Andriejewa
Anna Andriejewa, ros. Анна Семёновна Андреева (ur. 23 czerwca 1915 w Penzie, zm. 1997) – rosyjska lekkoatletka specjalizująca się w pchnięciu kulą, która reprezentowała Związek Socjalistycznych Republik Radzieckich.
Największe sukcesy odniosła w roku 1950. W sezonie tym została mistrzynią Europy oraz poprawiła rekord świata i rekord ZSRR w pchnięciu kulą. Była pierwszą kobietą, która pchnęła kulą ponad 15 metrów. Rekord życiowy: 15,02 (9 października 1950, Ploeszti).